# Trolleybus de Kaunas
Le trolleybus de Kaunas est un réseau de trolleybus qui dessert l'agglomération de Kaunas en Lituanie.

## Réseau actuel

### Aperçu général
Kaunas compte 16 lignes de trolleybus.
- 1: Islandijos pl. − GELEŽINKELIO TILTAS
- 2: Islandijos pl. − Kauno pilis
- 3: Draugystės g. − Kęstučio g.
- 4: Petrašiūnai − Kauno pilis
- 5: Petrašiūnai − Varnių g.
- 6: Partizanų g. − Vaidoto g.
- 7: Partizanų g. − Kaniūkai
- 8: Draugystės g. − Varnių g.
- 9: Petrašiūnai − Klinikos
- 10: Partizanų g. − Kauno pilis
- 11: Islandijos pl. − Kaniūkai
- 12: Petrašiūnai − Klinikos
- 13: Islandijos pl. − Centras
- 14: Islandijos pl. − Centras
- 15: Partizanų g. − Centras
- 16: Partizanų g. − Centras

### Matériel roulant
Le réseau compte plus d'une centaine de véhicules pour exploiter les différentes lignes :
- Škoda 14Tr : 108 exemplaires
- Solaris Trollino 12AC : 42 exemplaires

En 2018, 85 trolleybus sont commandés auprès de Solaris. Les livraisons débutent à l'été 2019 et permettront de retirer du service les Škoda 14Tr.